# Thérèse (película)
Thérèse es una película sobre la vida de Teresa de Lisieux, monja carmelita descalza, venerada como santa en la Iglesia católica. La película fue estrenada en 1986 y dirigida por Alain Cavalier.

## Sinopsis
Thérèse Martin está determinada a ingresar como monja carmelita descalza, siguiendo los pasos de dos de sus hermanas. Aunque oficialmente es demasiado joven para entrar en el monasterio, Thérèse logra hacerlo, luego de pedir una dispensa papal. Su amor por Jesús la lleva a vivir la enfermedad de tuberculosis con un cierto grado de heroísmo.
Alain Cavalier lo cuenta como la experiencia de una joven enamorada de su vocación. La obra se basa en la autobiografía espiritual de Teresa: Historia de un Alma.

## Reparto

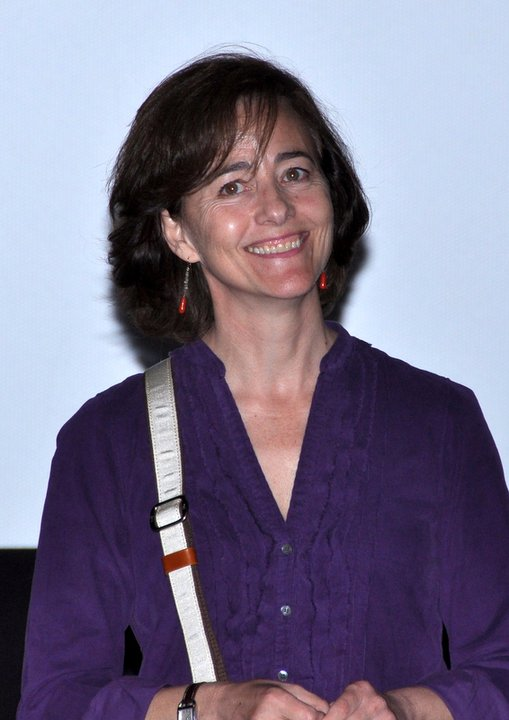
Catherine Mouchet, protagonista de la película, en el papel de Thérèse

| Actor               | Personaje        |
| ------------------- | ---------------- |
| Catherine Mouchet   | Thérèse Martin   |
| Aurore Prieto       | Céline Martin    |
| Sylvie Habault      | Pauline Martin   |
| Ghislaine Mona      | Marie Martin     |
| Hélène Alexandridis | Lucie            |
| Clémence Massart    | Priora           |
| Nathalie Bernart    | Aimée            |
| Jean Pelegri        | Sr. Martin       |
| Armand Meppiel      | Papa León XIII   |
| Pierre Maintigneux  | Dr. del convento |
| Joël Lefrançois     | Dr. joven        |
| Beatrice de Vigan   | Cantante         |
| Michel Rivelin      | Pranzini         |

## Premios
Thérèse, en 1987, ganó seis Premio César, entre ellos, en las categorías a la mejor película, al mejor guion original y al mejor montaje. Además, Catherine Mouchet obtuvo el mismo galardón, a mejor actriz revelación. La película también ganó el Premio del Jurado en 1986 en el Festival de Cannes.